# Hernando Cáceres
Hernando Cáceres (Río Negro, 22 agosto 1994) è un cestista uruguaiano.

## Carriera
Con l'Uruguay ha disputato due edizioni dei Campionati americani (2015, 2017).